# 相沢武彦
相沢 武彦（あいざわ たけひこ、1933年12月8日 - 2012年8月30日）は、北海道議会議員（2期）。参議院議員（1期）。衆議院議員（1期）。

## 略歴
1933年（昭和8年）北海道生まれ。1953年（昭和28年）北海道留萌高等学校卒業。卒業後は北海道銀行に勤務し、その後、聖教新聞に入り、北海道総支局長となる。公明党に入り、北海道本部事務局長などを歴任する。
1969年（昭和44年）、第32回衆議院議員総選挙において北海道4区から公明党公認で立候補し当選する。1972年（昭和47年）7月に衆議院石炭対策特別委員長に就任。同年12月の第33回衆議院議員総選挙で落選。
1974年（昭和49年）、第10回参議院議員通常選挙において北海道選挙区から公明党公認で立候補し当選。参議院議員を1期務め、1980年（昭和55年）、第12回参議院議員通常選挙で落選。
1983年（昭和58年）、北海道議会議員選挙において札幌市西区選挙区から公明党公認で立候補し当選。1987年（昭和62年）、北海道議会議員選挙で札幌市西区選挙区から立候補し当選。1991年（平成3年）、北海道議会議員選挙で札幌市西区選挙区から立候補し落選。
2012年（平成24年）死去。